# 小池卯一郎
小池 卯一郎（こいけ ういちろう、1891年（明治24年）3月 - 1972年（昭和47年）4月2日）は、日本の実業家。官選和歌山県知事。

## 経歴
福井県大野郡大野町（現大野市）出身。小池末五郎の長男として生まれる。実家の小池家は代々機業を営み、父の代に葉煙草製造を業としていた。神戸高等商業学校を経て、1914年、東京高等商業学校（現一橋大学）専攻科を卒業。同年11月、文官高等試験行政科試験に合格。大阪商船に入社した。以後、神戸支店南洋課長、本店船客課長、秘書役などを務め、1922年に退職。
以後、中橋徳五郎の秘書となり、1927年4月、中橋が田中義一内閣の商工大臣に就任すると、その秘書官を務めた。1929年7月に退官し、同年11月、宇治川電気 (株) に入社。調査課長、庶務課長、営業課長、営業部長、支配人、取締役常務を歴任。1939年、宇治川電化学工業 (株) 社長、日本電気自動車製造 (株) 社長を兼務。1941年、日本発送電 (株) に転じ勤労部長に就任。大日本産業報国会理事、同中央勤労協議会常任委員も務めた。1945年6月、北支那開発 (株) 理事に就任し、終戦後に同社の解散により退職。
1945年10月、政府からの要請で和歌山県知事に就任。1946年1月、知事を休職。同年8月28日、公職追放となり退官した。
その後、沖縄米軍司令部の要請で高等弁務官顧問を務めた。